# Kalzinierte Knochen
Kalzinierte Knochen entstehen bei der Verbrennung von Lebewesen. In weiten Teilen Europas wurden in vorgeschichtlicher Zeit die Toten verbrannt. Die Hitze des Scheiterhaufens erreichte oftmals Temperaturen über 600 °C. Dabei verbrannten die Weichteile des Körpers genau so wie auch das organische Collagen, das in Knochen eingelagert ist. Zurück blieben die ausgebrannten Gebeine, die nur mehr aus dem mineralischen Gerüst (Hydroxylapatit; Calciumphosphat) bestanden und als kalzinierte Knochen bezeichnet werden. Wegen der zumeist kreideweißen Farbe heben sich diese Knöchelchen gut vom Erdboden ab und können somit relativ leicht aufgespürt werden. 
Aber auch auf Heiligtümern verbrannte man Teile der geopferten Tiere auf mächtigen Scheiterhaufen, so dass auch deren Knochen kalzinierten. Daher lassen sich die beinernen Überreste sowohl von Grabstätten wie auch von Brandopferplätzen auf erstem Blick nur schwer unterscheiden. Da die Knochen wegen des Ausbrennens der organischen Bestandteile stark schwinden und zudem in zahlreiche Fragmente zerplatzen, ist eine Bestimmung der Art – sogar ob es Mensch oder Tier ist – selbst für Spezialisten, wie Anthropologen oder Zoologen, oft schwierig bis unmöglich.